# Bulb vestibular
Bulbii vestibulari sau bulbi clitoridieni (rar: bulbi vaginali; bulbi vulvari, în latină: bulbus vestibuli vaginae) sunt organe sexuale erectile ale vulvei, situate în ambele părți laterale ale vaginului și uretrei. Bulbi vestibulari alcătuiesc, împreună cu clitoris, formațiunile erectile ale femeii.

## Structură

### Morfologie externă
Fiecare bulb are o formă ovoidală, aplatizat lateral și se îngustează în extremitatea anterioară, cea posterioară fiind rotunjită. Dimensiunile bulbilor variază între 3-4 cm în lungime și, aproximativ, 1 cm în lățime. Extremitatea anterioară este conică și se situează în apropierea corpului clitorisului. În extremitatea anterioară cei doi bulbi se unesc prin plexul venos Kobelt, ce reunește venele bulbilor și clitorisului, formând comisura bulbilor (pars intermedia bulborum). Extremitatea posterioară este mai voluminoasă și adiacentă glandelor Bartholin.
De asemenea, bulbii vestibulari prezintă două fețe: laterală și mediană. Fața laterală este convexă și este atașată de rădăcinile clitorisului, fața mediană - concavă, înconjoară uretra și vaginul. Fețele sunt delimitate prin marginea inferioară, care este orientată spre labia mică, și margine superioară, îndreptate spre diafragma urogenitală.

### Anatomie internă
Bulbii vestibulari sunt alcătuiți din țesut erectil, mai puțin dezvoltat, areolele fiind largi cu pereții subțiri. Sunt acoperiți de o membrană albuginee subțire și mușchii bulbocavernoși.

## Fiziologie

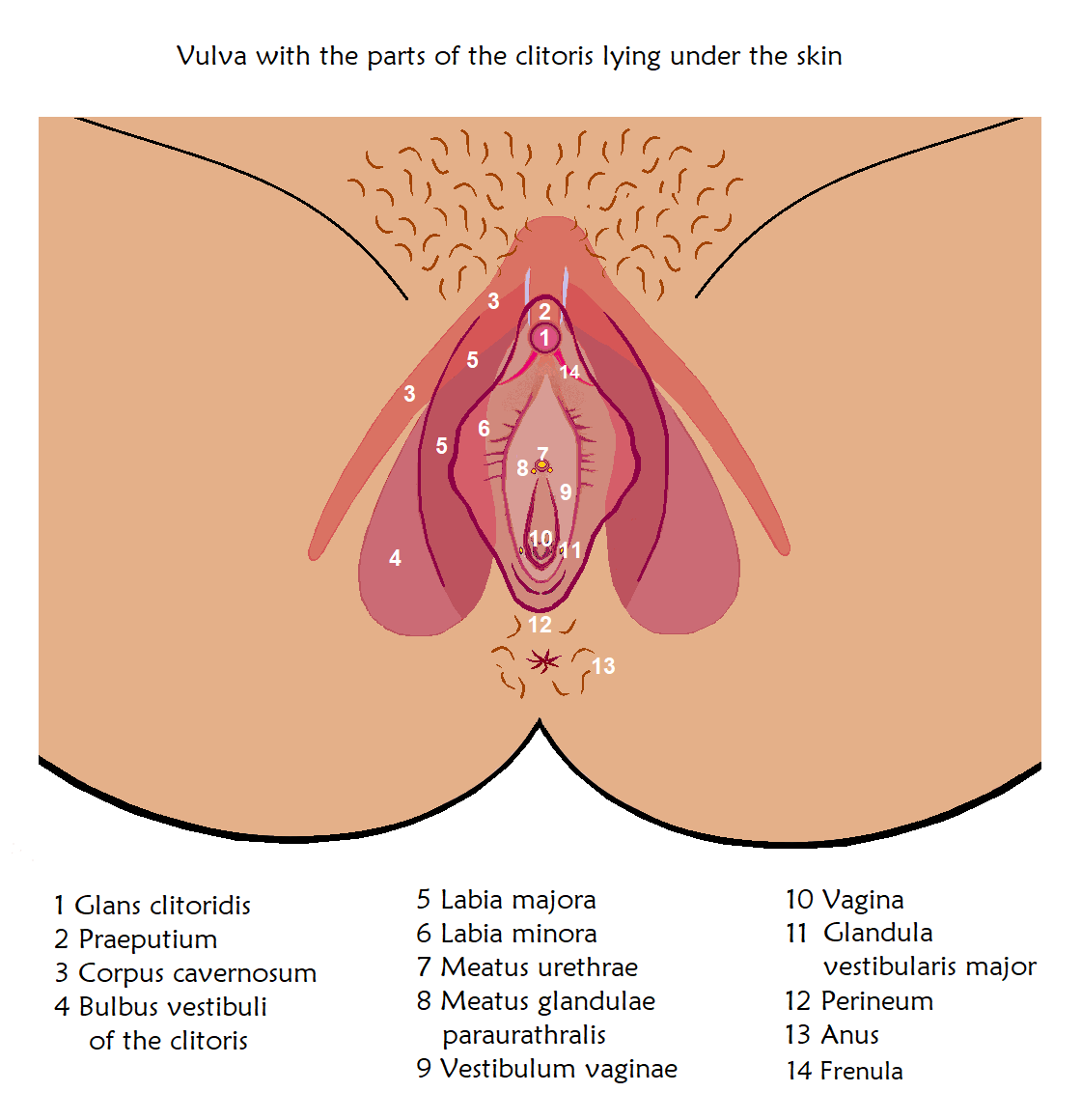
Poziția bulbilor vestibulari (linie albastră) (linia roșie - arată amplasarea clitorisului)

Bulbii vestibulari joacă un rol important în actului sexual. În timpul excitației sexuale, bulbii devin turgescenți prin acumularea sângelui datorită vasoconstricției venelor. În rezultat, vaginul se îngustează și vulva se mărește în volum proeminând în exterior. De asemenea, bulbii dilatați presează rădăcinile și corpul clitorisului contribuind la producerea senzației de plăcere și a orgasmului. 
Contracția ritmică a bulbilor vestibulari în timpul orgasmului determină, alături de mușchii pelvieni, contracția observabilă a vaginului și provoacă evacuarea sângelui. În lipsa orgasmului, sângele va fi eliminat din bulbi în câteva ore.

## Omologie
Bulbii vestibulari sunt omologi ai bulbului spongios al penisului bărbaților. Spre deosebire bulbii uretrei masculine, care se unesc în perioada embriogenezei, bulbii vestibulari rămân separați prin fanta vulvară. 

## Referință
1. 1 2  Farage, Miranda A.; Maibach, Howard I. The vulva: physiology and clinical management. Second edition. Boca Raton: CRC Press (SUA), 2018. 352 p. ISBN 9781498752435 (pack : hardback : alk. paper) | ISBN 9781498752459 (ebook (Vitalbook)) | ISBN 9781498752442 (ebook (PDF))
2. ↑  Paladi, Gheorghe. Ginecologie. Chișinău: Editura ARC, 1997, 485 p.
3. 1 2 3  Papilian, Victor. Anatomia omului. Vol. 2: Splanhnologia. București: BIC ALL, 2001.376 p. ISBN 973-571-324-1
4. 1 2 3  Puppo, Vincenzo. Anatomy and physiology of the clitoris, vestibular bulbs, and labia minora with a review of the female orgasm and the prevention of female sexual dysfunction. In: Clinical Anatomy, 26 (1), 2013, pp. 134-52. DOI: 10.1002/ca.22177
5. ↑  Munteanu, Ioan. Tratat de Obstetrică. București: Editura Academiei Române, 2001. ISBN 973-23-0789-5
6. ↑  Crișan, Nicolae; Nanu, Dimitrie. Ginecologie - Manual. București: Societatea Știință și Tehnică, 1997. 366 p. ISBN 973-9236-23-5
7. ↑  Puppo, Vincenzo. Embryology and anatomy of the vulva: the female orgasm and women’s sexual health. In: European Journal of Obstetrics & Gynecology and Reproductive Biology, Nr. 154, 2011, pp. 3–8.
8. ↑  Chalker, Rebecca (2000). The Clitoral Truth. Seven Seas Press. p. 200. ISBN 1-58322-473-4.